# Nate Solder
Nathaniel Perry Solder, detto Nate (Denver, 12 aprile 1988), è un ex giocatore di football americano statunitense che ha militato nel ruolo di offensive tackle nella National Football League (NFL). Solder fu scelto come 17º assoluto del Draft NFL 2011 dai New England Patriots. Al college ha giocato a football a Colorado.

## Carriera professionistica

### New England Patriots
Nate Solder fu scelto come 17º assoluto del Draft 2011 dai Patriots. Solder giocò tutte e le 16 le partite della stagione regolare, di cui 13 da titolare. In alcune partite egli sostituì come tackle destro Sebastian Vollmer; quando sia che Vollmer che il tackle sinistro Matt Light non erano infortunati, egli fu utilizzato principalmente come tight end aggiuntivo (rendendolo eleggibile per i tackle). Nel corso della stagione, Nate Solder concesse solo tre sack e quattro pressioni agli avversari su 880 snap, secondo Pro Football Focus. Egli inoltre commise solo 5 penalità. Coi Patriots giunse fino al Super Bowl XLVI, dove furono sconfitti dai New York Giants.
Nella stagione 2012, dopo il ritiro di Light, Solder divenne il tackle sinistro titolare dei Patriots. Disputò come partente ogni singola gara della stagione per un totale di 1.234 snap in attacco, più di qualsiasi altro giocatore offensivo nella NFL.
Il 18 gennaio 2015, nella finale della AFC contro i Colts segnò un touchdown nella vittoria per 45-7, qualificandosi per il secondo Super Bowl della carriera. Il 1º febbraio 2015 vinse il suo primo anello,  conquistando il Super Bowl XLIX contro i Seattle Seahawks.
Il 9 settembre 2015, Solder firmò coi Patriots un rinnovo contrattuale biennale del valore di 20,1 milioni di dollari. Il 14 ottobre 2015 fu annunciato che avrebbe perso tutto il resto della stagione per un infortunio al bicipite destro.
Il 5 febbraio 2017 Solder vinse  il Super Bowl LI battendo gli Atlanta Falcons  ai tempi supplementari (prima volta nella storia del Super Bowl), con il punteggio di 34-28.

### New York Giants
Il 14 marzo 2018, Solder firmò un contratto quadriennale del valore di 62 milioni di dollari con i New York Giants. Nella stagione 2020 decise di non scendere in campo a causa della pandemia di COVID-19.

## Palmarès

### Franchigia
- Super Bowl : 2

New England Patriots: XLIX, LI
- American Football Conference Championship: 4

New England Patriots: 2011, 2014, 2016, 2017

### Individuale
- PFWA All-Rookie Team - 2011